# Myotis oxyotus
Myotis oxyotus là một loài động vật có vú trong họ Dơi muỗi, bộ Dơi. Loài này được Peters mô tả năm 1867.

## Hình ảnh

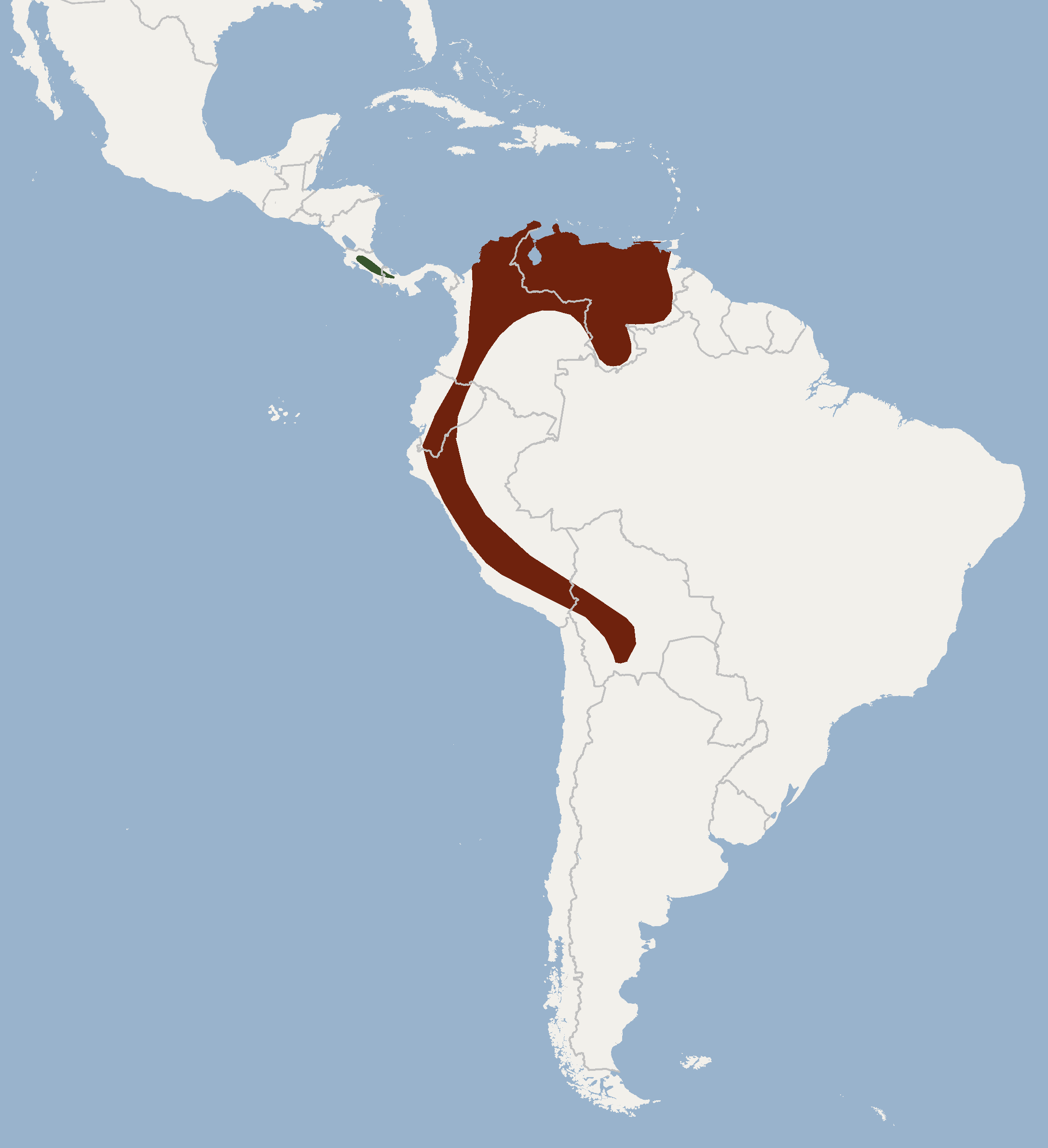